# Sitanduk
Sitanduk is een bestuurslaag in het regentschap Humbang Hasundutan van de provincie Noord-Sumatra, Indonesië. Sitanduk telt 1966 inwoners (volkstelling 2010).